# Hervé Léger
Pour les articles homonymes, voir Hervé et Léger.
Hervé Léger, souvent orthographié par erreur Herve Leger sans accent, est une marque américaine de prêt-à-porter fondée en 1985 par le styliste français Hervé Peugnet. De nos jours, la marque appartient au groupe de Max Azria.

## Présentation
La marque Hervé Léger est fondée en 1985 par Hervé Peugnet ; le nom est conseillé par Karl Lagerfeld qui trouve « Peugnet » trop difficile à prononcer pour les anglophones. Un premier point de vente à l'enseigne Hervé Léger ouvre à Paris. Inspiré par Claude Montana ou Gianfranco Ferré, le styliste créé des robes moulantes, sexy, de forme fourreau, souvent comparées à celles d'Azzedine Alaïa, avec des tissus stretch habituellement utilisés par le domaine de la lingerie, le tout dans des coloris le plus souvent vifs, mais n'oublie jamais la classique petite robe noire. Sont aussi utilisés pour ses créations la laine, le jersey de soie, le coton, ainsi que le viscose, le Lycra ou l'élasthanne, et d'autres matières gainantes en compléments.
Quelques années plus tard, il intègre à ses robes et jupes des bandes de tissu élastiques : il est le pionnier de la « robe bandage » ou « robes à bandes », celles-ci deviennent immédiatement sa signature,,. Ses robes feront partie du mouvement de mode dit « bodycon ou body-concious », qui revendique le fait que les femmes prennent conscience de leur corps et s'habillent de façon sexy ; ce dont Alaïa sera un symbole dès le début des années 1980.

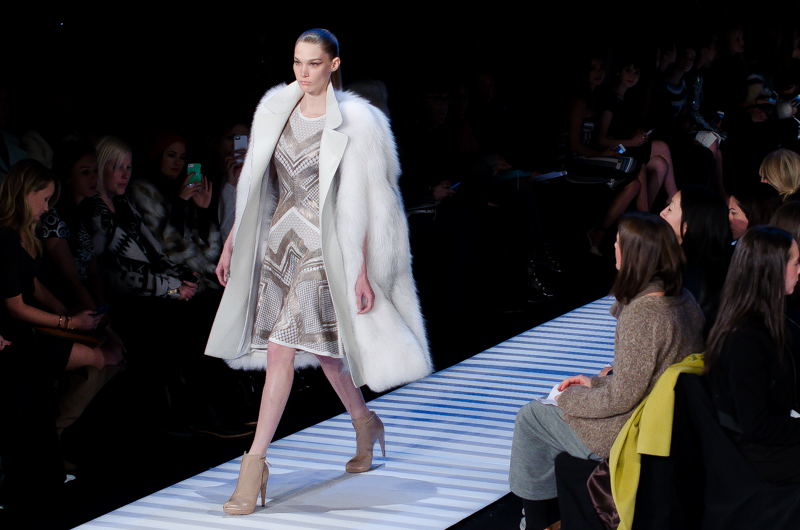
Collection automne/hiver 2014.

Au début des années 1990, Tyra Banks ou Cindy Crawford sont remarquées par les médias dans des robes Hervé Léger. La marque défile à l'époque à Paris lors des collections prêt-à-porter. Edgar Bronfman Jr, patron du groupe de spiritueux Seagram achète la marque en 1993 pour faire plaisir à sa femme, par une coentreprise entre les champagnes Mumm et Hervé Léger.

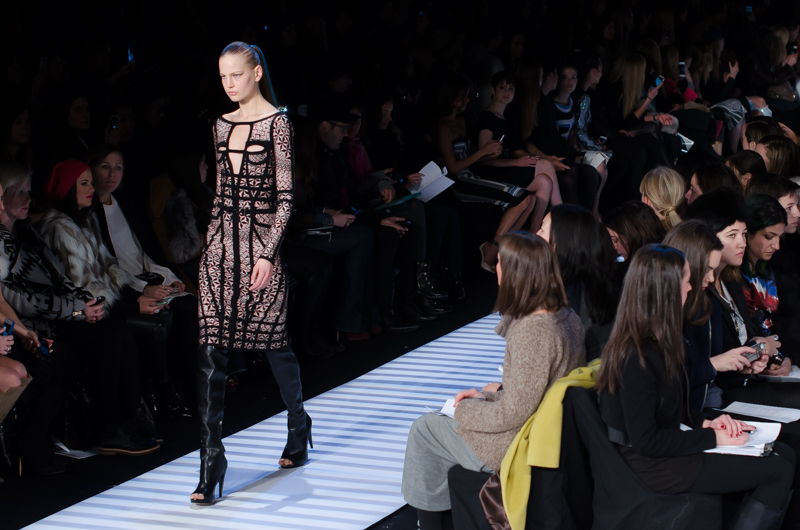
Herve Leger, collection automne/hiver 2014.

Mais au milieu années 1990, la marque est complètement en retrait du milieu de la mode, elle semble presque avoir disparu. Pourtant, début 1996, l'influent Didier Grumbach propose d'intégrer la maison au calendrier officiel parisien de la Couture. Durant cette même année, Azzedine Alaïa impose au grand magasin new-yorkais Barneys de supprimer la marque de ses rayons. En 1997, la marque réalise 10 millions de $ de chiffre d'affaires.
En septembre 1998, BCBG Max Azria Group, qui souhaite se diversifier, achète la marque à Seagram et embauche le jeune styliste Jérôme Dreyfuss, qui sera rapidement remplacé par l'expérimenté Michel Harcourt. La marque défile à New York l'année suivante, et un premier parfum intitulé Hervé Léger est commercialisé, sous fabrication de Procter & Gamble ; la publicité de l'époque a comme accroche : « Découvrez le seul accessoire que vous pouvez porter sous une robe Hervé Léger ». Le lancement de cette fragrance est complété d'autres projets de produits sous licence. Ce parfum sera suivi d'un second, Rose Léger, en 2006.
En 2007, la marque est relancée par Max Azria et surtout sa femme Lubov, au départ avec une collection capsule pour l'été. La marque se transforme en Hervé Léger by Max Azria. En février 2008, la première collection complète est présentée durant la Fashion week de New York, puis un accord de licence est signé en 2010 avec New Wave Fragrances pour relancer de nouveaux parfums.
De nos jours, la marque propose principalement robes, jupes, et maillots de bain. Celle-ci est connue pour habiller régulièrement de nombreuses personnalités,,, qui apparaissent dans les médias majoritairement aux États-Unis, comme Bar Refaeli ou Jennifer Lopez par exemple.

### Hervé L. Leroux
Hervé Peugnet naît dans le Nord à Bapaume le 30 mai 1957. Il commence à Paris des études d'arts plastiques et d'histoire de l'art. Changeant d'orientation, il approche la coiffure et les chapeaux, puis rencontre Karl Lagerfeld et travaille un temps avec lui chez Fendi, et Chanel pour la conception de maillots de bain. Il ouvre une première boutique de robes et chapeaux à Paris en 1981. En 1983, à l'arrivée de Karl Lagerfeld chez Chanel, il partage avec celui-ci la responsabilité de la haute couture dans la prestigieuse maison. S'il fonde la marque Hervé Léger en 1985, en parallèle, le styliste travaille pour diverses maisons parisiennes de couture : les premières années, le créateur s’autofinance en travaillant en indépendant.
À la suite de la vente de sa marque, le styliste français est renvoyé après quelques mois, ; il n'a plus le droit d'utiliser le nom d'Hervé Léger. Le créateur collabore alors avec Wolford pour du prêt à porter, de la lingerie et des maillots de bain.
En 2000, le créateur, qui conserve une clientèle privée vendant environ 200 modèles par an, prend le patronyme d'Hervé L. Leroux, sur les conseils, une fois de plus, de Karl Lagerfeld,. Megan Fox se fait photographier en public avec l'une de ses robes, ce qui développe la notoriété de sa nouvelle ligne de produits.
L'entreprise Hervé L. Leroux devient « Membre invité » de la Chambre syndicale de la haute couture fin 2012. Dans le cadre de la Semaine de la mode parisienne, le styliste présente, début 2013 dans son atelier et sur mannequins, une collection de douze modèles colorés sans les traditionnelles bandes qui ont marqué sa carrière précédente, avec uniquement des drapés. Cinq autres modèles sont en vitrine simultanément chez colette.
Il meurt le 4 octobre 2017,, à l'âge de 60 ans des suites d'une rupture d'anévrisme.